# 南方天文物理研究望遠鏡
南方天文物理研究望遠鏡（Southern Astrophysical Research Telescope）是一台4.1米（13英尺）直徑的光學和近紅外線望遠鏡，位於智利帕瓊峰海拔2,738 米（8,983 英尺）高處。南方天文物理研究望遠鏡於2003年開始運轉，由巴西和智利、密歇根州立大學、托洛洛山美洲际天文台（美國國家光學天文台一部分）和北卡罗来纳大学教堂山分校運營。

## 外部連結
- SOAR home site （页面存档备份，存于）
- Brazil SOAR pages （页面存档备份，存于）
- MSU SOAR pages （页面存档备份，存于）
- UNC SOAR pages （页面存档备份，存于）
- Case History - Structural Adequacy of the Dome
- Coordinates for Observatories on Cerro Tololo and Cerro Pachon （页面存档备份，存于）